# Vírus da dengue
O vírus da dengue é um arbovírus da família Flaviviridae, gênero Flavivirus, que inclui cinco sorotipos: DENV-1, DENV-2, DENV-3, DENV-4 e DENV-5, causador da dengue. A infecção por um deles dá proteção permanente para o mesmo sorotipo e imunidade parcial e temporária contra os outros três. A dengue tem, como hospedeiro vertebrado, o homem e outros primatas, mas somente o primeiro apresenta manifestação clínica da infecção e período de viremia de aproximadamente sete dias. Nos demais primatas, a viremia é baixa e de curta duração.

## Vetores e transmissão
A transmissão se faz pela picada da fêmea contaminada do mosquito Aedes aegypti/Aedes albopictus, pois o macho se alimenta apenas de seiva de plantas. No Brasil, ocorre com maior frequência o Aedes aegypti. Após um repasto de sangue infectado, o mosquito está apto a transmitir o vírus, depois de 8 a 12 dias de incubação extrínseca. A transmissão mecânica também é possível, quando o repasto é interrompido e o mosquito, imediatamente, se alimenta num hospedeiro susceptível próximo. Um único mosquito desses em toda a sua vida (45 dias em média) pode contaminar até 300 pessoas.
Não há transmissão por contato direto de um doente ou de suas secreções com uma pessoa sadia, nem de fontes de água ou alimento.
A transmissão da dengue pode ser feita por 3 tipos de mosquitos: O Aedes aegypti, O Aedes polyneseiensis e o Aedes scutellaris.